# Йохберг (гора)
Йохберг (нім. Jochberg) — гора висотою 1565 м над рівнем моря у Баварських Альпах між озерами Вальхен та Кохель . Під час Вюрмського зледеніння був нунатаком, тобто горою, вершина якої виступала близько з льодового потоку на близько 150 метрів. Кессельберг, розріз між Герцогштандом та Йохбергом, був альпійською брамою; тут на висоті близько 1400 м над рівнем моря протікав рукав льодовика Ізар, який, в свою чергу, був притокою льодовика Іннталь. Північна сторона Йохберга характеризується вертикальними плитами з основного доломіту із верхнього тріасу. Південна сторона особливо вражає крутими трав'яними схилами.
Свою назву Йохберг отримав від села Альтйох (Altjoch) на озері Кохель. Місцеві жителі мали пасовищні права на Йохберг і їм дозволяли заготовляти там дрова. Вони також побудували будинок на полонині (нині — ресторан).
Завдяки виду на околиці це популярна екскурсійна вершина і вважається легким гірським маршрутом, який також підходить для сімей. Підйом із Кессельберга вище Урфельда, або трохи довша альтернатива — Яхенау, Захенбаха на східному березі озера Вальхен або від Кохеля. Нижче вершини — на висоті 1382 м над рівнем моря знаходиться ресторан Jocheralm, який працює тільки влітку.
При хорошій видимості на півночі видно Мюнхенську Олімпійську вежу. У дуже хороших погодних умовах можна також побачити парові хмари з градирень Ізарської АЕС. На Йохберг також ходять взимку; як правило, навіть при середньому рівень снігу доріжки до Кесельберга добре протоптані.
Вершина із 10 вересень 2015 року закрита для парапланів, оскільки, всупереч укладеним домовленостям, вони також часто прямують на південь і тим самим заважають та загрожують випасанню худоби на дуже крутому південному схилі.
У новорічну ніч 2016 року на Грасеці, горі висотою 1281 метр, близько 1,2 км на північ від Йохберга, спалахнула велика пожежа, яка швидко охопила квадратний кілометр лісу та луків, після чого було оголошено катастрофу.

## Галерея

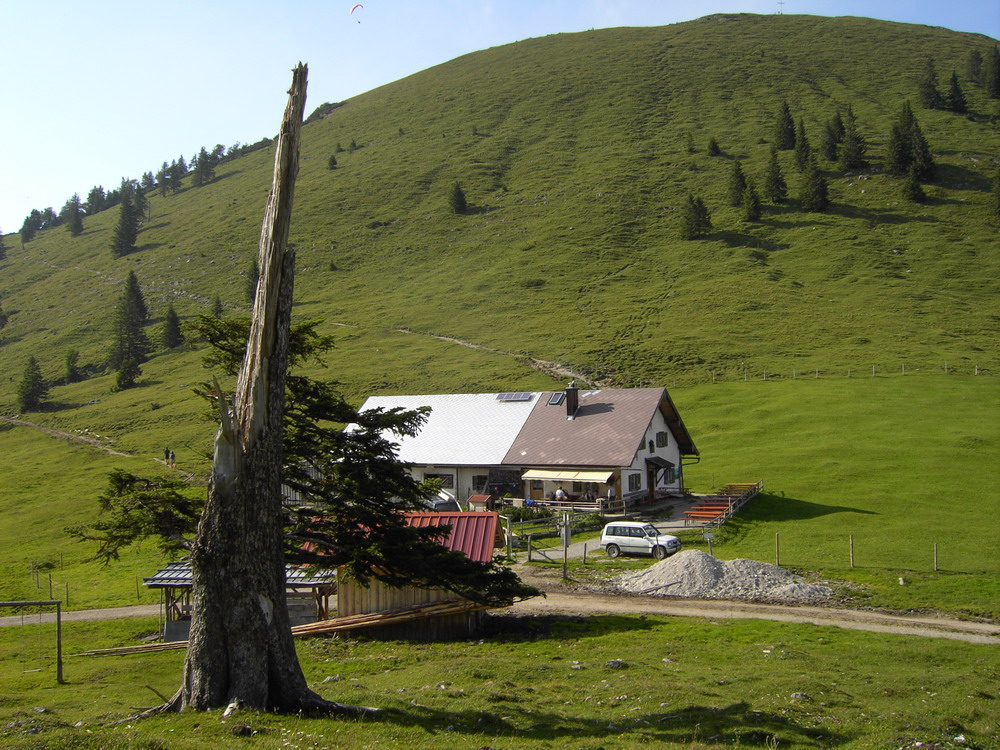
Йохберг з Йохеральмом з півдня
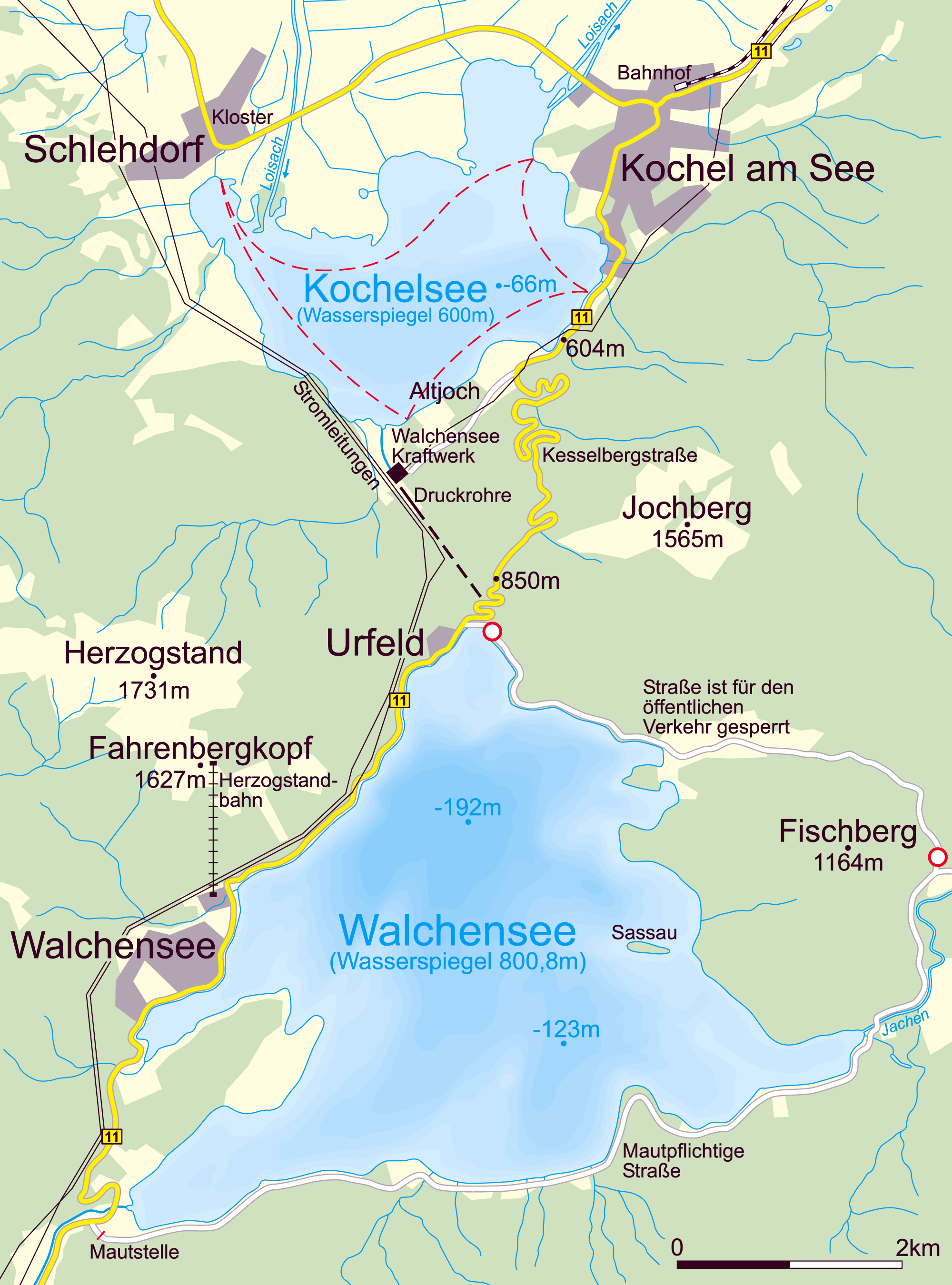
Озера Вальхен і Кохель
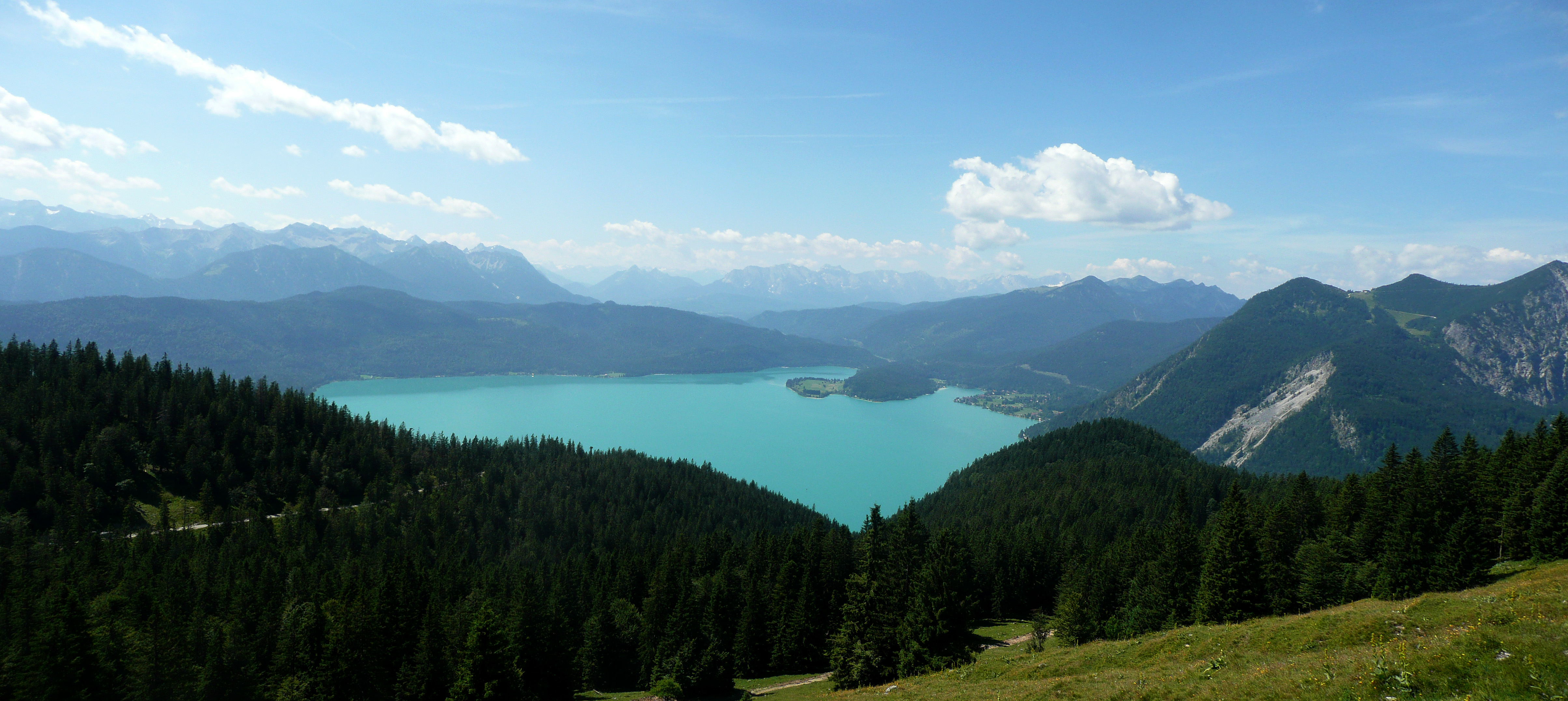
Панорама від Йохберга на південь
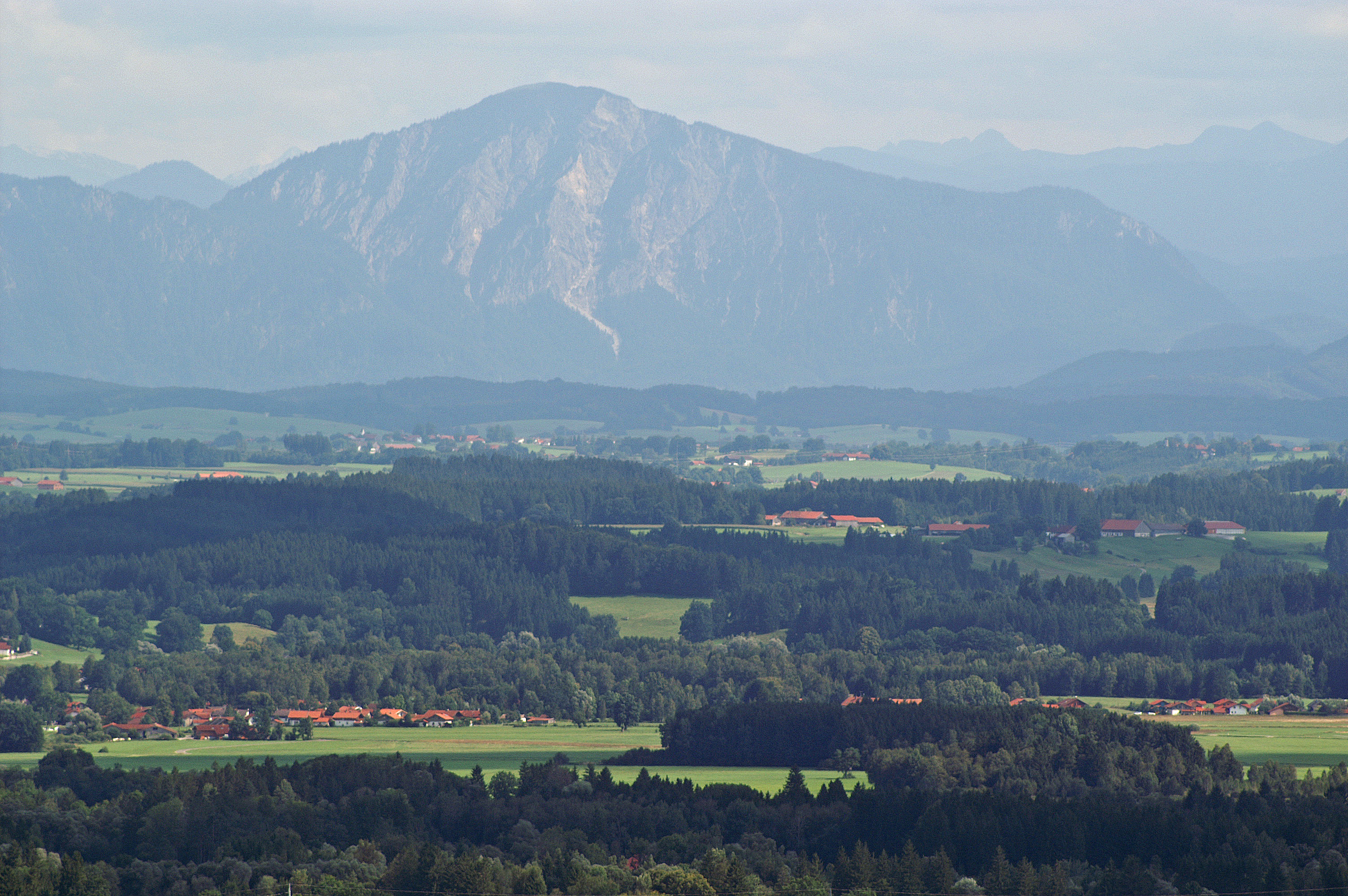
Йохберг з північного сходу
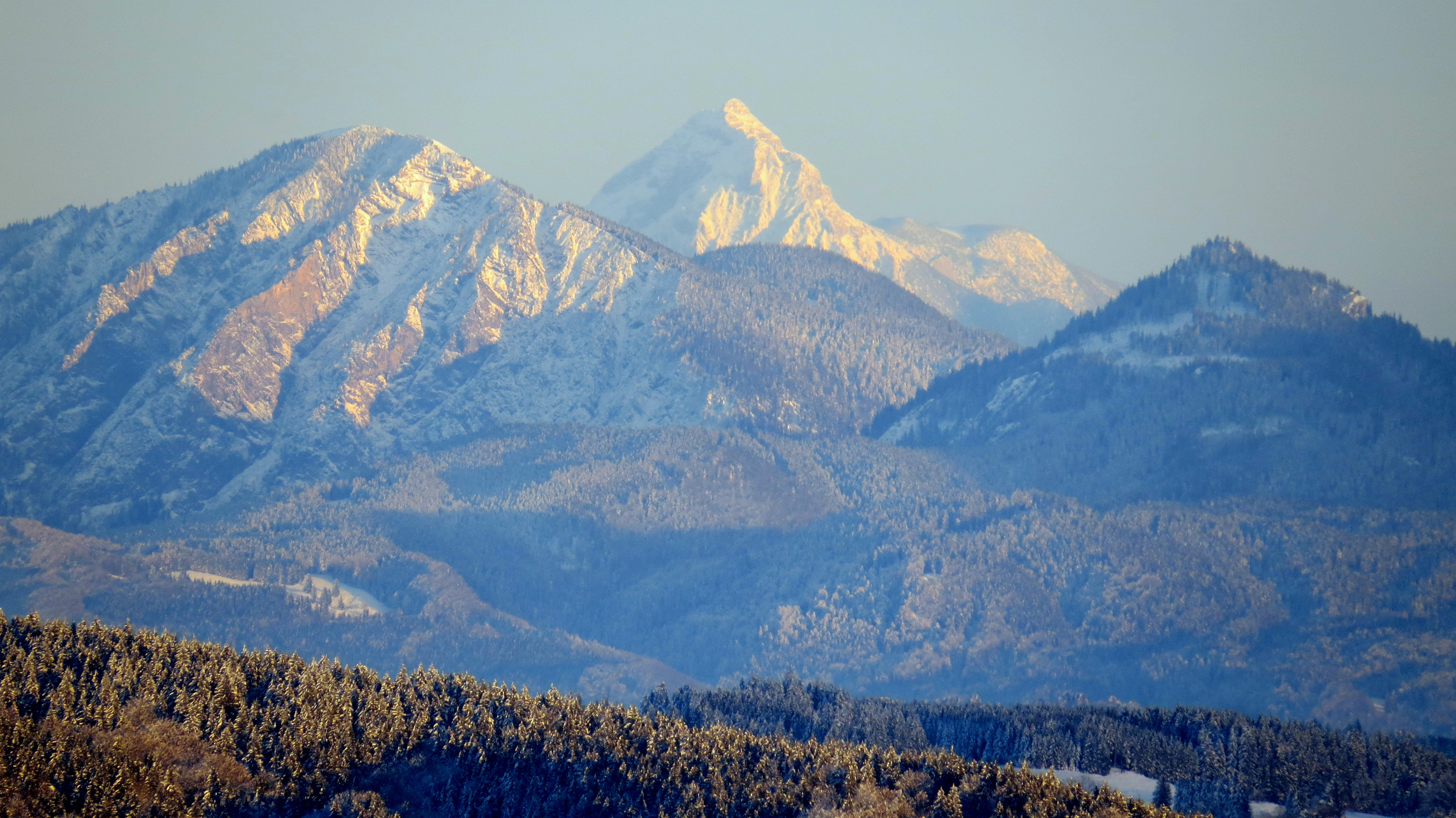
Йохберг і Гуфферт з боку Ауерберга, за 80 км
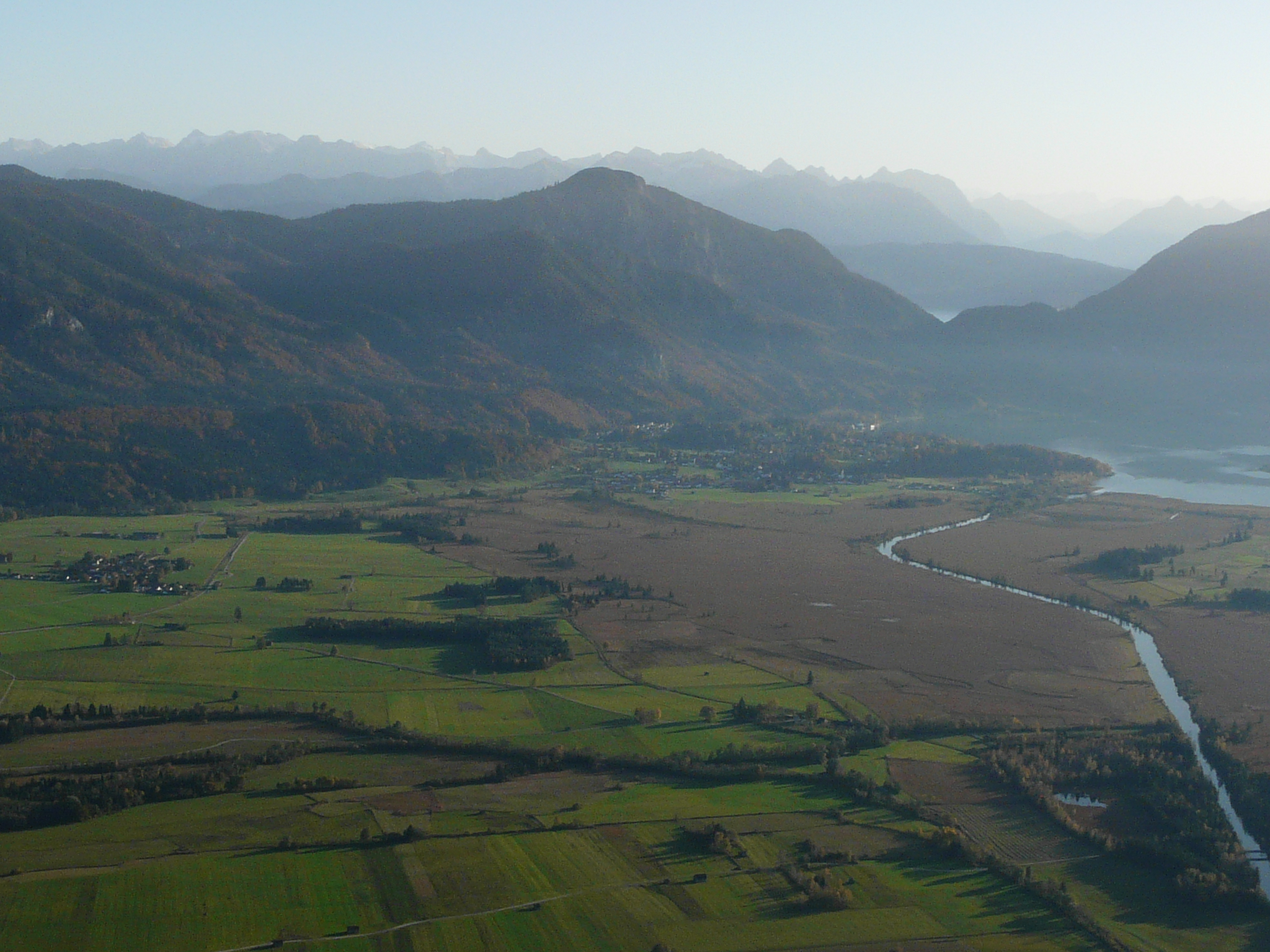
Йохберг (у центрі) та Кохельзеє з півночі
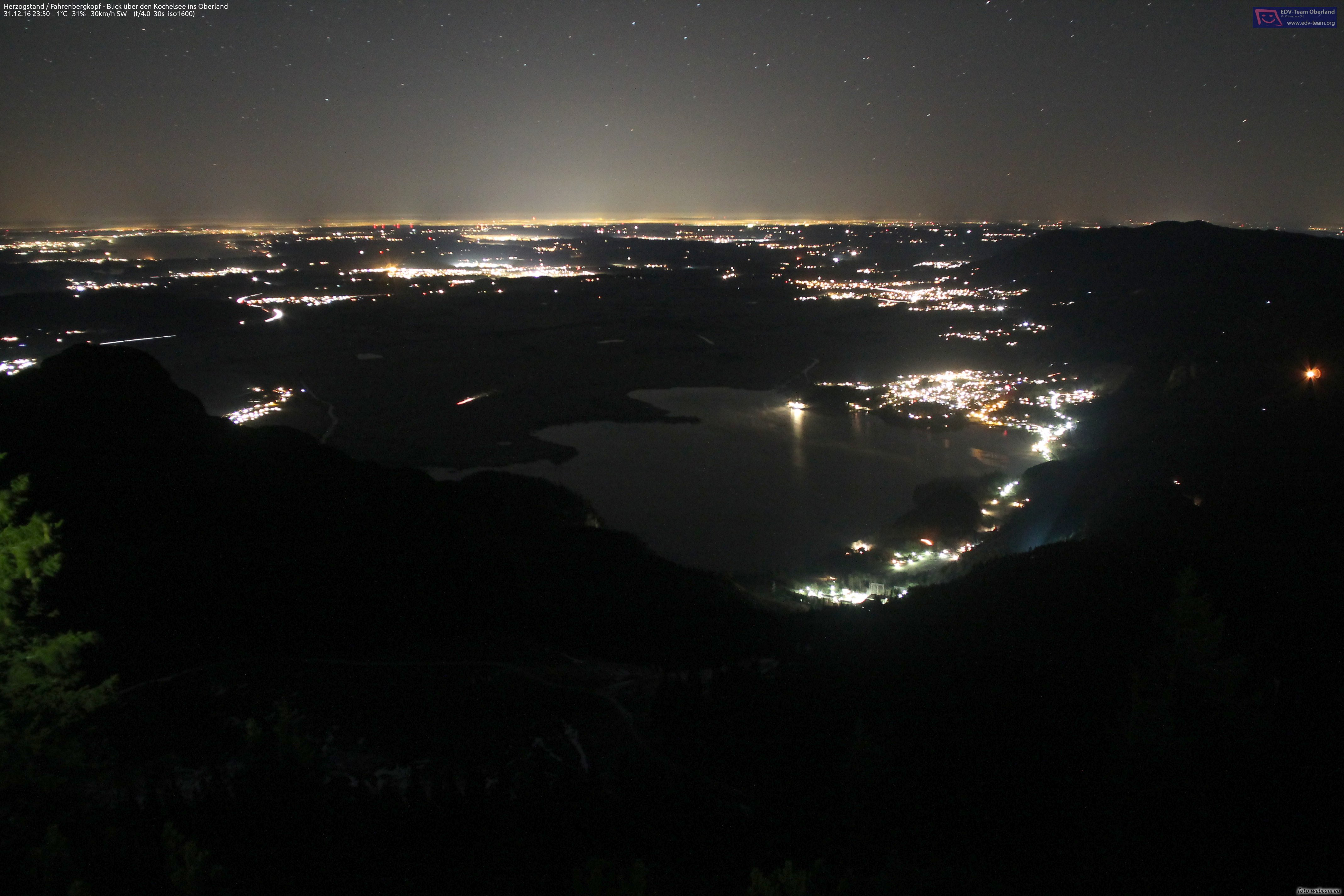
Пожежа на Йохберзі у новорічну ніч 2016 року
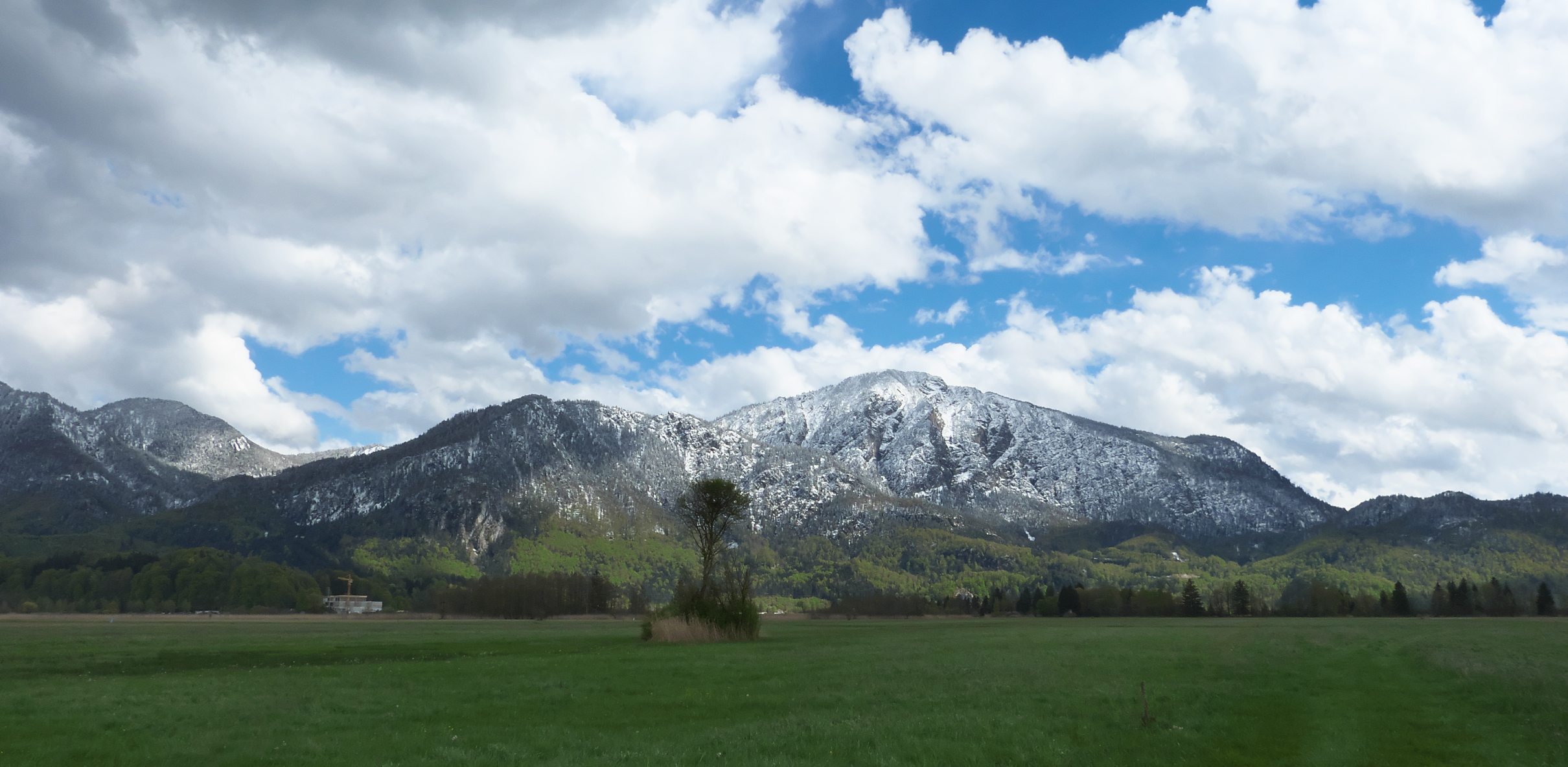
Вид на озеро Кохель на Зонненшпіц і Йохберг (справа)